# Liquiditeitsvoorkeur
Liquiditeitsvoorkeur (ook liquiditeitspreferentie of liquiditeitspremie) verwijst in de macro-economische  theorie naar de vraag naar geld, beschouwd als liquiditeit. Het concept werd voor het eerst door John Maynard Keynes ontwikkeld in zijn boek The General Theory of Employment, Interest and Money (1936) om de bepaling van de rentevoet door de vraag en aanbod van geld te verklaren. Keynes stelde dat de vraag naar geld als een activa afhankelijk is van de gederfde  rente door het niet aanhouden van obligaties. Rentevoeten, zo betoogt hij, zijn niet alleen een beloning voor sparen als zodanig, omdat, als een persoon zijn spaargeld in contanten bewaart, bijvoorbeeld door dit onder zijn matras te leggen (het klassieke cliché), hij geen rente zal ontvangen, dit hoewel hij niettemin heeft afgezien van het consumeren van zijn lopende inkomen. In plaats van een beloning voor het sparen, is rente in de keynesiaanse analyse een beloning voor het tijdelijk afzien van liquiditeit.